# Euphorbia densa
Euphorbia densa là một loài thực vật có hoa trong họ Đại kích. Loài này được Schrenk mô tả khoa học đầu tiên năm 1845.